# Megachile striatella
Megachile striatella är en biart som beskrevs av Rebmann 1968. Megachile striatella ingår i släktet tapetserarbin, och familjen buksamlarbin. Inga underarter finns listade i Catalogue of Life.